# 340. п. н. е.

## Догађаји
- Опсада Византиона
- Латини шаљу захтев Римском сенату тражећи формирање јединствене републике између Рима и Лацијума, у којој би обе стране биле сматрале равноправним. Пошто се Рим сматра вођом Латинског савеза, он одбија да Латине третира као политички равноправне, или да их пусти у сопствени сенат. Римским одбијањем предлога почиње Латински рат. Латини се боре са Кампанцима, док се Рим придружује Самнитима у нападу на Латине.